# Ballota
Ballota (cătușe) este un gen de plante din familia Lamiaceae. Cuprinde plante sempervirescente perene și subarbuști native din zone temperate. Speciile se regăsesc în teren stâncos și pustiu.

## Specii
Species
- Ballota adenophora Hedge - Arabia Saudită
- Ballota andreuzziana Pamp. - Libia
- Ballota antalyensis Tezcan & H.Duman - Turcia
- Ballota antilibanotica Post - Siria, Liban
- Ballota byblensis Semaan & R.M.Haber - Liban
- Ballota cristata P.H.Davis - Antalya, Turcia
- Ballota glandulosissima Hub.-Mor. & Patzak - Turcia
- Ballota grisea Pojark. - Caucazia
- Ballota kaiseri Täckh. - Sinai
- Ballota larendana Boiss. & Heldr. - Turcia
- Ballota luteola Velen - Arabia Saudită
- Ballota macrodonta Boiss. & Balansa - Nigde, Turcia
- Ballota nigra L. (cătușe) - majoritatea Europei; Africa de Nord, Orientul Mijlociu până în Iran; naturalizată în Noua Zeelandă, Argentina, America de Nord
- Ballota philistaea Bornm. - Israel
- Ballota platyloma Rech.f. - Iran
- Ballota saxatilis Sieber ex C.Presl  - Orientul Mijlociu din Turcia până în Arabia Saudită
- Ballota sechmenii Gemici & Leblebici - Turcia
- Ballota vellerea Maire, Weiller & Wilczek - Maroc